# Frederick Gwatkin
Sir Frederick Gwatkin, britanski general, * 1885, † 1969.